# Сосновка (Аургазинський район)
Сосно́вка (рос. Сосновка, башк. Сосновка) — присілок у складі Аургазинського району Башкортостану, Росія. Входить до складу Меселинської сільської ради.
Населення — 58 осіб (2010; 72 в 2002).
Національний склад:
- чуваші — 97%